# منزل تفضلي
منزل تفضلي (بالفارسية: خانه تفضلی) هو منزل تاريخي يعود إلى عصر القاجاريون، ويقع في طهران.